# Höchstpreis
Höchstpreise (englisch price ceiling, umgangssprachlich Preisdeckel als Lehnübersetzung von englisch cap price) sind in der Wirtschaft ein Instrument der staatlichen Marktregulierung durch Preisgrenzen, bei denen ein bestimmter Preis nicht überschritten, wohl aber unterschritten werden darf. Als staatlich festgelegte (administrierte) Preisobergrenze werden sie teilweise auch als Garantiepreis bezeichnet. Gegensatz sind die Mindestpreise.

## Allgemeines
In der Umgangssprache werden Höchstpreise durch Wortkombinationen wie „-Bremse“, „-Bindung“, „-Deckel“ oder „-Stop“ umschrieben, so dass auch eine „Gaspreisbremse“ oder „Strompreisbremse“, Preisbindungen oder Preisstopps nichts anderes als Höchstpreise sind. Allerdings können die in Deutschland vom Herbst 2022 bis 31. Dezember 2023 praktizierten Gas- und Strompreisbremsen nicht direkt aus dem unten dargestellten Modell des Marktgleichgewichtes abgeleitet werden. In diesem Modell wird angenommen, dass der Höchstpreis für Nachfrager und Anbieter gelte. Die Gas- und Strompreisbremsen stellten jedoch einen asymmetrischen wirtschaftspolitischen Eingriff dar. Sie garantierten den Nachfragenden bis zu einer bestimmten Absatzmenge den niedrigen Höchstpreis und zugleich dem Anbieter den höheren Markt- bzw. Vertragspreis. Der Staat bezahlte den Gas- und Stromanbietern die Differenz zwischen Vertrags- bzw. Marktpreis und dem „gebremsten“ Preis. Die Preisbremsen sind also nicht identisch mit dem „Höchstpreis“ des klassischen Gleichgewichtsmodells. Sie sind eine Preissubvention des Staates aus Steuermitteln.
In marktwirtschaftlichen Systemen können Marktpreise auf freien Märkten unbegrenzt schwanken, denn sie sind ausschließlich den Markt- und Preismechanismen von Angebot und Nachfrage und der freien Preisbildung unterworfen. Dabei kann es jedoch zum Marktversagen kommen, das sich auch in extrem hohen oder extrem niedrigen Preisen äußern kann. Dann kann die Wirtschaftspolitik zunächst durch moralische Appelle oder – im Falle der Nichtbeachtung durch die Marktteilnehmer – auch ausnahmsweise gesetzliche oder behördlich angeordnete Maßnahmen durch Höchst- oder Mindestpreise ergreifen. Es handelt sich dabei um systemwidrige und nicht marktkonforme Markteingriffe, weil Höchst- oder Mindestpreise die freie Preisbildung außer Kraft setzen. Die Einführung von Höchstpreisen dient dem Nachfragerschutz, die Setzung von Mindestpreisen dem Anbieterschutz.

## Geschichte
Höchstpreise gab es bereits in der Antike. Kaiser Diokletian schrieb im Jahre 301 durch sein Höchstpreisedikt Höchstpreise für Waren und Dienstleistungen vor, deren Überschreitung in der ultima ratio mit der Todesstrafe geahndet werden konnte. Im Mittelalter wurden Höchstpreise manchmal in Kirchenmauern eingemeißelt. In den damals häufigen Mangellagen war es selbstverständlich, dass die Behörden für lebensnotwendige Güter Höchstpreise festsetzten. Bei den Getreidepreisen aus England und Antwerpen ließen sich drei Zyklen mit Höchstpreisen in den Jahren 1367, 1369/70 und 1374 unterscheiden. Der Konstanzer Stadtrat sah sich zu Beginn des Jahres 1415 genötigt, Höchstpreise festzusetzen, und zwar für Getreide und Brot, das nicht nur in Konstanz selbst gebacken, sondern mit Karren und mit Schiffen auf den Konstanzer Markt gebracht wurde; sodann für Bohnen, Linsen, Gerste, Zwiebeln, Rüben und Weißkohl, desgleichen für Weine.
Maximilien de Robespierre führte auf Druck der Sansculotten und zur Versorgung der Armee im Mai 1793 durch das Maximumgesetz Höchstpreise für Getreide ein, im September 1793 folgte dann das „Große Maximum“ (französisch grande maximum), das nicht nur Lebensmittel, sondern auch die Löhne betraf und für dessen Missachtung die Todesstrafe drohte.
Im August 1914 verabschiedete der Reichstag zur Vorbereitung der Wirtschaft auf den Kriegsfall auch ein „Gesetz betreffend Höchstpreise“. Es ermächtigte die Behörden, Höchstpreise für Massengüter und Gegenstände des täglichen Bedarfs festzusetzen, um Preissteigerungen zu verhindern, die nicht „in der Natur der Verhältnisse begründet sind“. Erst die administrativen Höchstpreise machten eine Unterscheidung zwischen offener und gestauter (verdeckter) Inflation erforderlich.
Im Dirigismus des Sozialismus oder der Zentralverwaltungswirtschaft sind Höchstpreise systemimmanent und allgegenwärtig. Sie sollen vor allem die Verbraucher schützen, indem der Staat insbesondere die Preisobergrenze für Grundbedürfnisse (Lebensmittel, Wohnungsmiete, Heizung oder ÖPNV) oder Haushaltsgegenstände administrativ festlegt, um einkommensschwachen Bevölkerungsschichten das Finanzrisiko zu vermindern. In der ehemaligen DDR war staatlich geregelt, dass Preise ein bestimmtes Niveau nicht übersteigen dürfen. Die Subventionierung von Lebensmitteln, Energie, Miete und Fahrpreisen galt als Gegenstück zur kapitalistischen Lohn-Preis-Spirale. So gab es in der DDR bis zur Wende im März 1990 Höchstpreise für Haushaltsstrom und Haushaltsgas, während die Höchstpreise für Heizenergie des Haushaltsbedarfs bis April 1991 galten.

## Funktionsweise
Bei zu knappem Angebot steigen die Marktpreise so stark, dass die angebotenen Güter oder Dienstleistungen für breite Verbraucherschichten unerschwinglich werden. Die hohen Marktpreise begünstigen damit die Anbieter und benachteiligen die Nachfrager. Marktbedingte Knappheit des Angebots (etwa wegen Missernten, Produktionsengpässen, Monopolbildung, auch beim natürlichen Monopol) oder durch externe Ereignisse (Naturkatastrophen, Kriege, Ölpreiskrise) führen zu deutlichen Preissteigerungen, bis der Staat durch Marktregulierung eingreift, um mit Hilfe von Höchstpreisen weitere Preissteigerungen zu verhindern. Höchstpreise werden eingeführt, um Produzenten- und/oder Faktorrenten zu verhindern oder sie an die Konsumenten umzuverteilen.
Höchstpreise {\displaystyle (q1)} liegen unter dem Gleichgewichtspreis {\displaystyle (p*,q*)}, sogar auch unter den Herstellungskosten. Dadurch wird es für die Anbieter unattraktiv, ihr Angebot zu erhöhen, vielmehr ist sogar eine weitere Angebotsverknappung zu beobachten, die die Preissituation noch verschärft. Weil in der früheren DDR die Wohnungsmieten (Höchstpreise) nicht ausreichten, um die Häuser instand zu halten, verfielen die Bauten (Angebotsverknappung). Höchstpreise verhindern, dass die Preise bis auf das Marktgleichgewicht steigen, während Mindestpreise verhindern, dass die Preise bis auf das Marktgleichgewicht fallen. Preisstopps während einer Inflation oder Hyperinflation haben den Charakter von Höchstpreisen, wenngleich sie meist alle Waren oder Dienstleistungen (auch Löhne durch gleichzeitigen Lohnstopp) erfassen, während Höchstpreise nur bestimmte Waren betreffen. Während des Preisstopps verschieben sich meist die Knappheitsrelationen, was in den Preisen nicht zum Ausdruck kommt. Daher ergeben sich nach Ablauf des Preisstopps oft drastische Preisänderungen durch aufgestaute Inflation.

## Arten
Hier einige Beispiele für Höchstpreise:

### Zinsreglementierung 1937
In Deutschland gab es seit Januar 1937 eine staatliche Zinsreglementierung, die mit Hilfe der „Zinsverordnung“ den Kreditinstituten im „Sollzinsabkommen“ Höchstzinssätze vorschrieb, die im Kreditgeschäft nicht überschritten und im „Habenzinsabkommen“ beim Einlagengeschäft maximal vergütet, aber auch unterschritten werden durften. Sollzinsen und Habenzinsen blieben dadurch stabil. Diese Zinsverordnung endete im April 1967. In der Währungspolitik stellen die im Juli 1944 eingeführten Wechselkursbandbreiten bei Fremdwährungen Mindest- oder Höchstpreise dar, die durch Devisenmarktintervention der Zentralbanken eingehalten werden. Erreicht eine Währung den Höchstpreis („oberer Interventionspunkt“), muss die betroffene Zentralbank durch Verkauf von Devisen eingreifen. Zwischen 1948 und 1958 gab es einen Höchstpreis für Kohle, um das allgemeine Preisniveau zu stabilisieren, bis September 1963 bestand ein Höchstpreis für Trinkmilch. 1950 erließ die Bundesregierung Rechtsnormen, „Anordnung PR Nr. 31/50 und PR Nr. 32/50“ über Höchstpreise für Kupfer und Zink.

### Ölpreiskrise 1972
Die Ölpreiskrisen nach Oktober 1973 und nach Januar 1979 führten zwar zu einer drastischen Verknappung und Verteuerung der Kuppelprodukte wie Benzin oder Heizöl, doch reagierten die betroffenen Staaten anstatt mit Höchstpreisen durch Beschränkungen der Nachfrage. Das deutsche Energiesicherungsgesetz verhängte an vier autofreien Sonntagen, beginnend mit dem 25. November 1973, ein allgemeines Fahrverbot und führte für sechs Monate generelle Geschwindigkeitsbegrenzungen (100 km/h auf Autobahnen, ansonsten 80 km/h) ein.

### Mietpreisbindung
Der knappe Wohnraum löste immer wieder Mietpreisbindungen aus. Die erste staatliche Preisbindung der Miete erfolgte durch das Reichsmietengesetz vom März 1922, im Oktober 1936 wurden von den Nationalsozialisten ein Mietpreisstopp verhängt und weitere Mietpreisbehörden eingerichtet. Ab August 1963 durften die Vermieter in Westdeutschland ihre Mietforderung „angemessen“ bis zu einem Höchstsatz von 25 Prozent erhöhen, ab 1964 gab es auch für Altbaumieten keine Höchstgrenzen mehr. Seit Juni 2015 ist das als Mietpreisbremse bekannte Mietrechtsnovellierungsgesetz in Kraft, wonach in einem so genannten „angespannten Wohnungsmarkt“ die verlangte Miete höchstens 10 % über der ortsüblichen Vergleichsmiete liegen darf (§ 556d BGB).

### Preisabsprachen, Preiskartell
Höchstpreise können jedoch auch das Ergebnis eines verbotenen Preiskartells sein. Hierbei treffen Wettbewerber untereinander unzulässige Preisabsprachen mit dem Ziel, bestimmte Produkte nicht über einem Höchstpreis zu verkaufen.

## Wirtschaftliche Aspekte
Höchstpreisregulierungen für einzelne lebenswichtige Güter werden in der Regel dann eingeführt, wenn in Mangelsituationen eine Verteilung der vorhandenen Güter unter die Nachfrager mit Hilfe des Preises und damit aufgrund der begrenzten Zahlungsfähigkeit der Nachfrager als unbefriedigend und ungerecht empfunden wird.
Höchstpreise zielen darauf ab, sozial oder volkswirtschaftlich unerwünschte Gewinne zu vermeiden. Durch Höchstpreise sinkt die Produzentenrente gegenüber dem Marktgleichgewicht, während die Konsumentenrente entsprechend steigt.
Beim Höchstpreis unterbleibt die gewünschte Ausweitung des Angebots. So macht beispielsweise die Mietpreisbindung wegen limitierter Mietrendite den Wohnungsbau unattraktiv, es entsteht ein Verkäufermarkt, bei dem die Verhandlungsmacht beim Verkäufer (Vermieter) liegt.
Mit der Einführung von Höchstpreisen ist oft eine Rationierung verbunden, es werden Bezugsscheine ausgeteilt, Wartelisten oder Warteschlangen sind die Folge. Es entsteht ein Nachfrageüberschuss, auch weil für die Anbieter die Produktion betroffener Waren unattraktiv wird und sie deshalb ihr Angebot verknappen.
Die Einhaltung der verordneten Höchstpreise führt dazu, dass mit Höchstpreisen für die Nachfrager eine Preisgrenze verbunden ist, so dass sie mit weiteren – über den Höchstpreis hinausgehenden – Preissteigerungen nicht rechnen müssen. Eine Überschreitung der Höchstpreise wird oft mit Strafe (etwa Bußgeld) bedroht, es entsteht schließlich ein Schwarzmarkt, auf dem die Höchstpreise überschritten werden.